# St. Lucie (Florida)
St. Lucie is een plaats (village) in de Amerikaanse staat Florida, en valt bestuurlijk gezien onder St. Lucie County.

## Demografie
Bij de volkstelling in 2000 werd het aantal inwoners vastgesteld op 604.

## Geografie
Volgens het United States Census Bureau beslaat de plaats een oppervlakte van
2,1 km², geheel bestaande uit land.

## Plaatsen in de nabije omgeving
De onderstaande figuur toont nabijgelegen plaatsen in een straal van 12 km rond St. Lucie.